# Björkeberg
Björkeberg is een plaats in de gemeente Linköping in het landschap Östergötland en de provincie Östergötlands län in Zweden. De plaats heeft 132 inwoners (2005) en een oppervlakte van 39 hectare. De directe omgeving van Björkeberg bestaat uit zowel landbouwgrond als bos en de stad Linköping ligt rond de twintig kilometer van de plaats.